# 尾道ジャンクション
尾道ジャンクション（おのみちジャンクション）は、広島県尾道市美ノ郷町三成にある、山陽自動車道と尾道自動車道を接続するジャンクションである。

## 概要
2010年（平成22年）11月27日、尾道自動車道の尾道JCT - 世羅IC間の開通に伴い供用開始した。
なお、西瀬戸自動車道（瀬戸内しまなみ海道）の西瀬戸尾道ICから延伸し、本ジャンクションにて山陽自動車道及び尾道自動車道と直結させる構想がある。

## 歴史
- 2010年（平成22年）11月27日：尾道自動車道の尾道JCT - 世羅IC間の開通に伴い供用開始[1]。

## 接続する道路
- E2 山陽自動車道
- E54 尾道自動車道

## 隣
E2 山陽自動車道
(22) 福山西IC - (22-1) 尾道JCT - (23) 尾道IC
E54 尾道自動車道
(22-1) 尾道JCT - 尾道TB - (1) 尾道北IC